# هپ هادلی
هپ هادلی (انگلیسی: Hap Hadley) طراح پوستر فیلم و بازیگر آمریکایی زادهٔ ۱۶ مارچ ۱۸۹۵ بود. پوستر فیلم‌های جنرال باستر کیتون و سیرک چارلی چاپلین، از جمله کارهای او به‌شمار می‌روند.